# Zoja Szyszkina
Zoja Łeonidiwna Szyszkina (ukr. Зоя Леонідівна Шишкіна; ur. 23 maja 1954 w rejonie czeczelnickim) – ukraińska polityk, deputowana Rady Najwyższej V i VI kadencji (od 2006).

## Życiorys
Pracowała jako urzędniczka w administracji obwodowej obwodu zaporoskiego oraz asystentka deputowanego do Rady Najwyższej III kadencji. Bez powodzenia kandydowała w wyborach parlamentarnych 2002. W 2006 uzyskała mandat posłanki do Rady Najwyższej V kadencji, a rok później reelekcję z ramienia Bloku Julii Tymoszenko.